# Рогозянка (Куп'янський район)
Рогозя́нка — село в Україні, у Великобурлуцькій селищній громаді Куп'янського району Харківської області. Населення становить 311 осіб. До 2020 орган місцевого самоврядування — Андріївська сільська рада.

## Географія
Село Рогозянка знаходиться на лівому березі річки Нижня Дворічна біля балки Водяна. Річка в районі села сильно заболочена, вище за течією примикає село Веселе (село-привид), нижче — село Андріївка.

## Історія
1747 — дата першої згадки. Початкова назва - хутір Дворічанський
Село постраждало внаслідок геноциду українського народу, проведеного урядом СРСР в 1932—1933 роках, кількість встановлених жертв — 99 людей.
12 червня 2020 року, відповідно до розпорядження Кабінету Міністрів України № 725-р «Про визначення адміністративних центрів та затвердження територій територіальних громад Харківської області», увійшло до складу Великобурлуцької селищної громади.
19 липня 2020 року, в результаті адміністративно-територіальної реформи та ліквідації Великобурлуцького району, село увійшло до складу Куп'янського району Харківської області.
24 лютого 2022 року почалася російська окупація села.
11 вересня 2022 року під час слобожанського контрнаступу Збройних сил України від російських окупантів звільнено населені пункти Великобурлуцької селищної територіальної громади.

## Економіка
- В селі є молочно-товарна ферма.

## Пам'ятки
- «Катеринівський заказник» — заказник загальнодержавного значення. Площа 527 га. Тут є степові, лучні та водно-болотні фауністичні комплекси із значною кількістю рідкісних видів тварин. Найбільшу цінність представляють ділянки із залишками цілинної степової рослинності. Тут зберігся реліктовий звір — бабак, який охороняється в Харківській області. На території заказника проживають також рідкісні види, занесені до Європейського Червоного списку,— кріт звичайний, перегузня звичайна. Червоною книгою України охороняються тушкан великий, тхір степовий, лунь польовий.

## Відомі люди

### Народилися
- Гнат Рогозянський — козак, кобзар і діяч історії кобзарства.